# Lett labdarúgó-bajnokság (másodosztály)
Az 1. līga a lett labdarúgás második legmagasabb osztálya. A bajnokságot 1996-ban alapították, jelenleg 15 csapat alkotja.

## Résztvevők
A 2016-os szezonban 15 csapat vesz részt a másodosztályban.
- JDFS Alberts
- FK Auda
- SK Babīte
- FK Jēkabpils/JSC
- AFA Olaine
- FK Ogre
- Preiļu BJSS
- Rēzeknes FA
- RTU FC
- JFK Saldus
- Skonto FK
- FK Smiltene/BJSS
- FK Staiceles Bebri
- FK Tukums 2000
- FK Valmiera

## Legutóbbi győztesek
| Szezon | Győztes                       | Összes győzelem | Második             |
| ------ | ----------------------------- | --------------- | ------------------- |
| 2008   | FK Daugava                    | 1 (1)           | FC Tranzīts         |
| 2007   | FK Vindava Ventspils          | 1 (1)           | FK Blāzma Rēzekne   |
| 2006   | JFK Olimps Rīga               | 1 (1)           | Ditton-2 Daugavpils |
| 2005   | Skonto-2 Rīga                 | 1 (1)           | FK Ventspils-2      |
| 2004   | FK Ventspils-2                | 1 (1)           | Skonto-2 Riga       |
| 2003   | FK Jūrmala                    | 1 (1)           | Multibanka Rīga     |
| 2002   | RKB-Arma Rīga                 | 1 (1)           | Ditton Daugavpils   |
| 2001   | Auda Rīga                     | 1 (1)           | RKB-Arma Rīga       |
| 2000   | Zibens-Zemessardze Daugavpils | 1 (1)           | Skonto/Metāls Rīga  |

## Külső hivatkozások
- A Lett Labdarúgó-szövetség weboldala (angolul) (lettül)